# 香川雄介
香川 雄介（かがわ ゆうすけ、1974年6月22日 - ）は、日本の競輪選手。A型・蟹座。香川県仲多度郡多度津町出身。
日本競輪選手会香川支部所属、ホームバンクは高松競輪場。日本競輪学校（当時）第76期生。
師匠は松岡伸定（64期）。弟子は眞砂英作（121期）。
四国地区を代表する追い込み選手。1999年後期からS級1班の座を守り続ける。怪我に強く、鎖骨や肋骨が折れた程度では休まず走る。

## 主な表彰歴
- GI連続15回出場（2012年 オールスター競輪）
- GI連続20回出場（2017年 オールスター競輪、2019年 高松宮記念杯競輪[3]）
- GI連続25回出場（2022年 オールスター競輪[4]、2024年 高松宮記念杯競輪[5]）